# Высокое (Лискинский район)
Высокое — село в Лискинском районе Воронежской области. Административный центр Высокинского сельского поселения.
В селе находится узловая железнодорожная станция Юго-Восточной железной дороги Бодеево.

## История
Хутор Высокий начал образовываться в 1912 году переселенцами из села Урыв.
С 1912 года этот хутор носил народное название «Вешность» из-за возможности благодаря Столыпинской реформе получить свои наделы в вечное пользование («на вешность»).
До 1921 года фактически не имел названия. В 1921 году на сходе граждан получил название Высокий, так как местность, на которой расположился хутор, значительно выше над уровнем моря, чем ближайшие села.
В 1922 году в хуторе Высоком был образован сельский совет.
В 1921—1922 годах в поселении свирепствовал голод.
До 1922 года хутор Высокий причислялся в административном отношении к Урывской волости. Затем передали в Давыдовский район, а с 1928 года — в состав Лискинского района.
В 1924 году в хуторе была открыта начальная школа. До 1929 года, в соответствии с политикой коренизации, занятия в начальной школе проводились на украинском языке, хотя дети понимали его плохо.
Осенью 1929 года в хуторе был создан колхоз «Гигант», в который вошли земли всех хуторов Высокинского сельсовета.
В январе—феврале 1943 года в ходе Великой Отечественной войны поселение отказалось в прифронтовой зоне, гитлеровцами был занят правый берег Дона. После разгрома немецко-фашистских войск на Дону фронт вновь откатился на запад.
В 1968 году было официально принято решение о переименовании хутора Высокого в посёлок Высокий и дано название улицам.
В 1969 году в селе был поставлен памятник погибшим односельчанам в годы Великой Отечественной войны, а в 1973 году на нём была сделана запись всех погибших на фронте.
В 1960-х годах в селе были построены здания восьмилетней школы, школьного интерната, колхозные мастерские, гараж для автомашин, здание под правление колхоза, здание для зернохранилища, коровники, свинарники, здание для работников животноводческих ферм.

## География

### Улицы
| - ул. 50 лет Победы - ул. Берёзовая - ул. Гагарина - ул. Комсомольская - ул. Ленина - ул. Мира - ул. Молодёжная - ул. Новая - ул. Полевая | - ул. Привокзальная - ул. Придорожная - ул. Рабочая - ул. Садовая - ул. Советская - ул. Солнечная - ул. Степная - ул. Чкалова - пер. Садовый - ул. Юбилейная |

## Население
| 2010 |
| ---- |
| 2294 |